# Centre Comercial Andorrà
El Centre Comercial Andorrà és un centre comercial i un grup empresarial del Principat d'Andorra. El centre comercial és a la població d'Andorra la Vella a l'avinguda de Meritxell, al mateix local on van obrir l'any 1977, sent dels primers establiments d'aquestes característiques.
El Grup CCA gestiona les marques Super U, Caprabo (a l'illa Carlemany) i Mr. Bricolage a Andorra, sent dels 9 grans magatzems que col·laboren amb el Govern d'Andorra per la millora de l'atenció en català.
Anteriorment el grup formava part del grup Pyrénées (Patrick Pérez i Christian Pérez) però el holding ha estat dividit i el Grup CCA ha quedat en mans d'un dels dos germans Pérez, Christian. Durant la divisió del grup el Govern d'Andorra hi va mediar.